# Homofobie

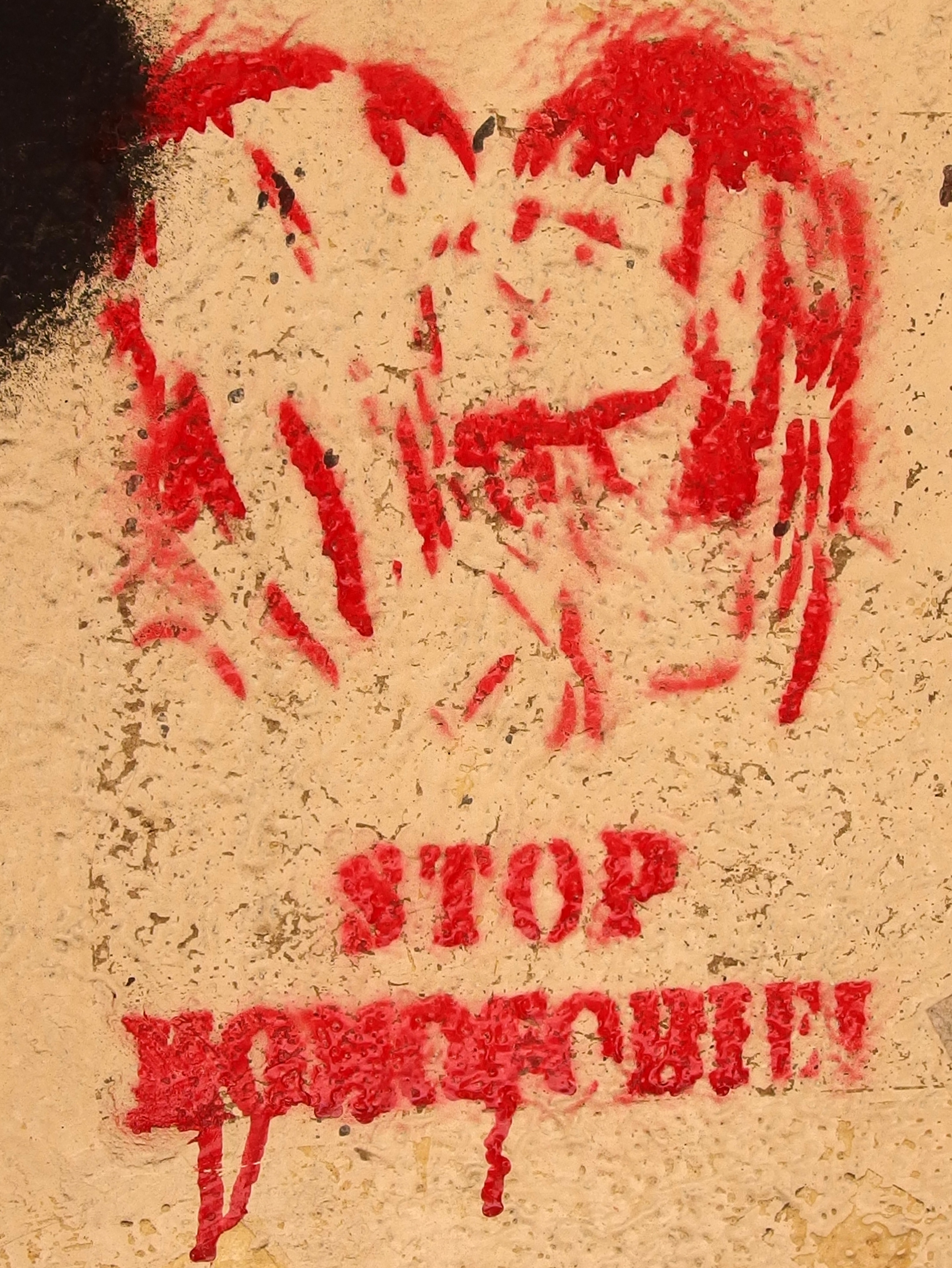
Anti-homofobe graffiti in Boekarest in 2014

Homofobie (van de afkorting homo voor "homoseksueel" en fobie, "vrees, angst"; beide woorden komen van het Grieks) betekent letterlijk: angst voor homoseksualiteit. Het woord is in de twintigste eeuw gevormd, echter met als betekenis: een haat voor of afkeer van homoseksuelen en homoseksualiteit. Het toevoegsel '-fobie' is dus niet correct. Het meer relevante woord homohaat wordt ook gebruikt voor dit fenomeen.
Homofobie en homohaat kunnen leiden tot het uiten van deze afkeer, variërend van minachtende opmerkingen, roddel en het belachelijk maken van homoseksuele personen, tot antihomoseksueel geweld in de vorm van sterkere verbale of fysieke agressie. Ook verzet tegen rechten en belangen van homoseksuelen kan hieronder begrepen zijn.

## Argumenten tegen homoseksualiteit
Homofobie zou gerechtvaardigd kunnen worden door argumenten tegen homoseksualiteit, maar daar wordt door verdedigers tegenover gesteld dat zulke argumenten vaak niet rationeel en bijgevolg van irrationele aard zijn.
Tegenstanders doen de aanname dat homo- en biseksuelen er vaker wisselende partners op na zouden houden. Daarnaast wordt er aangenomen dat men met deze partners, vanwege de veronderstelde losbandigheid, vaker onbeschermde seks heeft. Het slachtoffer van homofobie zou daarmee een verhoogd risico op geslachtsziekten als hiv lopen.
Verder zijn velen van mening dat homoseksuelen niet tot liefde in staat zouden zijn en dat hun geaardheid slechts een excuus zou zijn om hun lusten te botvieren die ze in een monogaam huwelijk niet kwijt kunnen ('wederzijdse zelfbevrediging'). Toenmalig bisschop Eijk van Groningen verwoordde deze laatste mening in 1999, waarop zijn inwijding prompt door een aantal katholieke organisaties (waaronder de katholieke studentenvereniging RKSV Albertus Magnus) geboycot werd.
Een ander argument is dat homoseksualiteit zou zijn 'aangeleerd' door onjuiste opvoeding of seksueel misbruik in de jeugd, waarna men op latere leeftijd eveneens jongere jongens door misbruik homoseksueel zou 'maken'. Hoewel er geen algemene verklaring bestaat voor het ontstaan van homoseksualiteit is het zeer onwaarschijnlijk dat homoseksualiteit op deze wijze 'aangeleerd' kan worden.
Een verouderd idee in de psychiatrie is dat de afkeer tegen homoseksualiteit een "vitale aversie" zou zijn: gedacht werd indertijd dat de afweer tegen gelijkgeslachtelijke voorkeur in de "normale" mens zou zijn "ingeprogrammeerd". Dit denkbeeld is allang verlaten: de "vitale" afkeer bleek allesbehalve universeel te zijn, en enige tijd werd gesproken van een "pseudo-vitale afkeer".
Daarmee zijn de bovengenoemde mogelijke grondslagen voor de afkeer waarschijnlijk terug te voeren op conditionering: opvoeding en omgeving hebben de homofobe persoon afkerig leren zijn van homoseksualiteit.

## Onderzoek van het fenomeen
De term homofobie kent inmiddels een uitgebreide onderzoeksgeschiedenis in de sociale wetenschappen. Het onderzoek richt zich op de afkeer van homoseksualiteit, maar ook op het gedrag dat uit die afkeer voortvloeit. Er kan hierbij worden gekeken naar:
- De acceptatie van homoseksualiteit op zich en in het algemeen
- Het toekennen van gelijke rechten en non-discriminatie
- De acceptatie van homoseksuele uitingen in het openbaar
- Het omgaan met homo's in de naaste omgeving

Een vergelijkbaar onderscheid is dat tussen traditionele en moderne homonegativiteit:

### Afkeer van homoseksualiteit op zich

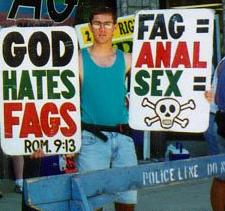
Protest tegen homoseksuelen van de controversiële Westboro Baptist Church.

Bij traditionele homonegativiteit gaat het vaak om een algehele afwijzing van het verschijnsel homoseksualiteit vanuit religieuze of sterk moralistische overtuigingen. Homoseksualiteit wordt daarbij als een zonde gezien en als iets dat verboden dient te zijn. Deze vorm van homofobie komt in Nederland sinds de jaren 60 steeds minder voor en is met name aanwezig bij mensen met een streng protestants-christelijke geloofsovertuiging.
Onderzoek uit 2014 heeft laten zien dat in Nederland meer dan 90% van de niet-gelovigen en de rooms-katholieken positief staan tegenover homoseksualiteit, gevolgd door leden van de Protestantse Kerk in Nederland (PKN). Gereformeerden buiten de PKN, evangelische protestanten en moslims vinden in meerderheid dat homoseksualiteit verkeerd is. Bij deze laatste groepen zijn de opvattingen van jongeren nauwelijks positiever dan die van ouderen. Het merendeel van de Surinaamse en Antilliaanse Nederlanders staat positief tegenover homoseksualiteit, maar wanneer zij tot een kleinere geloofsgemeenschap behoren is de houding negatief.

### Afkeer van homoseksuele uitingen
Bij moderne homonegativiteit is er niet zozeer een afkeer van homoseksualiteit op zich, maar vooral van de zichtbare uitingen ervan, zoals nichterigheid, "overdreven" en/of vrouwelijke gedrag en andere publieke uitingen van homoseksualiteit. Het gaat hierbij dus om afwijkingen van traditionele genderrollen, iets waar volgens enquêtes gemiddeld rond 30% van de bevolking negatief tegenover staat. Veel mensen hebben niets tegen homo's, maar die moeten zich dan wel "normaal" gedragen.
Volgens het onderzoek uit 2014 staat een grote meerderheid van de gelovigen uit de groepen die homoseksualiteit in het algemeen afwijzen (gereformeerden buiten de PKN, evangelische protestanten en moslims) ook sterk afwijzend tegenover homoseksuele uitingen in het openbaar. Ook 43% van de rooms-katholieken en 30% van de niet-gelovigen vindt echter bijvoorbeeld twee zoenende mannen aanstootgevend.
Bij antihomoseksueel geweld blijkt algehele afwijzing van homoseksualiteit vanuit een geloofsovertuiging (traditionele homonegativiteit) geen directe aanleiding te zijn. Oorzaken zijn vooral dat daders aanstoot nemen of zich bedreigd voelen door homoseksuele uitingen in het openbaar (moderne homonegativiteit).

### Geïnternaliseerde homofobie
Geïnternaliseerde homofobie verwijst naar homofobe vooroordelen die mensen, die zelf homoseksueel zijn, bewust of onbewust accepteren en op zichzelf en anderen toepassen. Dit is de internalisering van de negatieve percepties, intolerantie en stigma's van de samenleving ten opzichte van mensen die zich aangetrokken voelen tot hetzelfde geslacht. Het kan leiden tot zelfhaat. Bij lesbiënnes spreekt men wel over geïnternaliseerde lesbofobie.

## Vormen van discriminatie

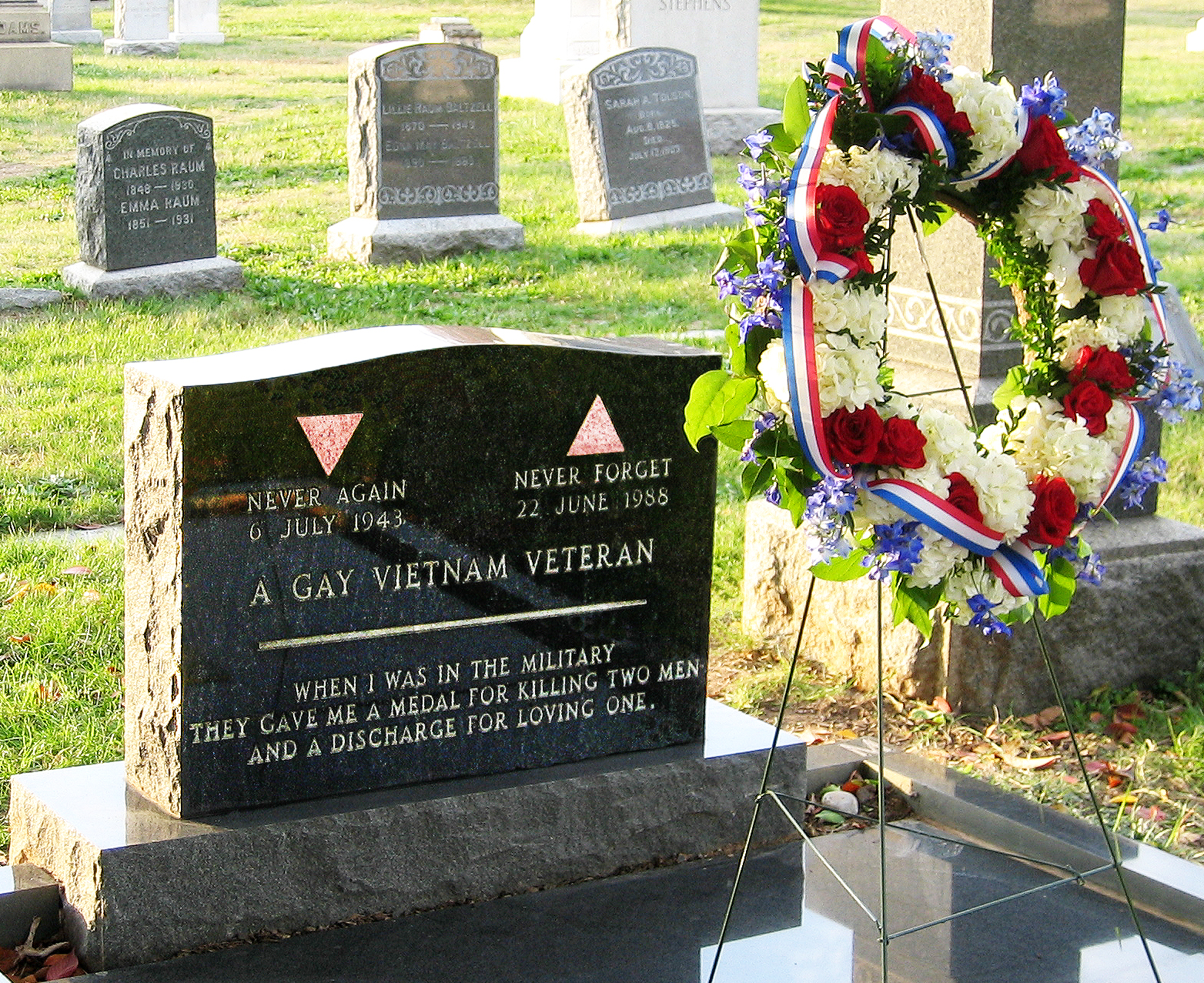
de grafsteen van Leonard Matlovich, een Vietnamveteraan en activist die uit het leger ontslagen werd toen hij uitkwam als homoseksueel. Door hemzelf ontworpen om na zijn dood als monument voor homorechten te dienen.

Het begrip homofobie wordt vaak als parallel aan racisme of seksisme gebruikt. Indien de houding zich manifesteert in uitingen of in gedragingen, is dan ook van discriminatie sprake: homoseksuele mensen worden dan immers benadeeld op grond van het feit dat zij tot een bepaalde groep behoren. Men kan hier denken aan:
- Het worden geweigerd voor een bepaald beroep of het leger op grond van de homoseksuele geaardheid;
- Don't ask, don't tell: het beleid in het Amerikaanse leger waarbij weliswaar pesterijen en maatregelen jegens homo's verboden werden en niet naar seksuele geaardheid werd gevraagd, maar waarbij tevens openlijke homoseksuelen uit het leger werden geweerd;
- Ontslagen worden wegens 'uit de kast' komen. Minder expliciete discriminatie is het gepasseerd worden bij promoties of voorrechten, een onrealistisch slechte beoordeling krijgen, of niet meer uitgenodigd worden op vergaderingen en bedrijfsuitjes;
- Wettelijke strafbaarstelling van homoseksueel gedrag, soms zelfs met de doodstraf;
- Strafrechtelijk strenger optreden jegens homoseksuelen, met name in zedendelicten;
- Pesterijen jegens homoseksuelen;
- De suggestie dat iemand homoseksueel is gebruiken als belediging, bijvoorbeeld 'homo' als scheldwoord gebruiken;
- Agressie jegens homoseksuelen ("potenrammen");
- Het publiceren van materiaal (lectuur, filmpjes, computerspelletjes) waarin homoseksualiteit wordt afgekeurd of homofobe activiteiten worden aangemoedigd, zoals het bekritiseerde 'Caleb en Sophia - One Man One Woman' tekenfimpje van de Jehova's getuigen.
- Het niet reageren van de politie op pesterijen of potenrammen;
- Het weigeren van homoseksuelen als voorganger, ouderling of lid van een religieuze gemeenschap;
- Een weigering van een ambtenaar of gemeente om homokoppels in de echt te verbinden;
- Juridische en fiscale faciliteiten, waar heterokoppels wel aanspraak op kunnen maken, niet toekennen aan homokoppels (bijvoorbeeld fiscaal partnerschap);
- Het op basis van de gedachte dat homoseksualiteit verkeerd aangeleerd gedrag of een ziekte is organiseren van controversiële 'genezingen' voor homoseksuelen ('homotherapie'), ook voor minderjarigen. Recentelijk werd dit aangemerkt als 'geestelijke mishandeling'.[9] Eerdere methoden behelsden 'aversietherapie' door het gebruik van braakmiddel en elektriciteit, terwijl ook castratie voorkwam.
- Wegens openlijke homoseksualiteit uit de familiekring of kerk worden verstoten, of middels sociale druk uit de omgeving min of meer gedwongen worden tot een heteroseksueel huwelijk.
- Het sluiten van homo-ontmoetingsplekken;
- Negatieve berichtvorming rondom homoseksuelen en angst voor (overdracht van) aids die ten tijde van een ramp hulp belemmert (voorbeeld hiervan is de Marchioness scheepsramp uit 1989)

## Bestrijding van homofobie

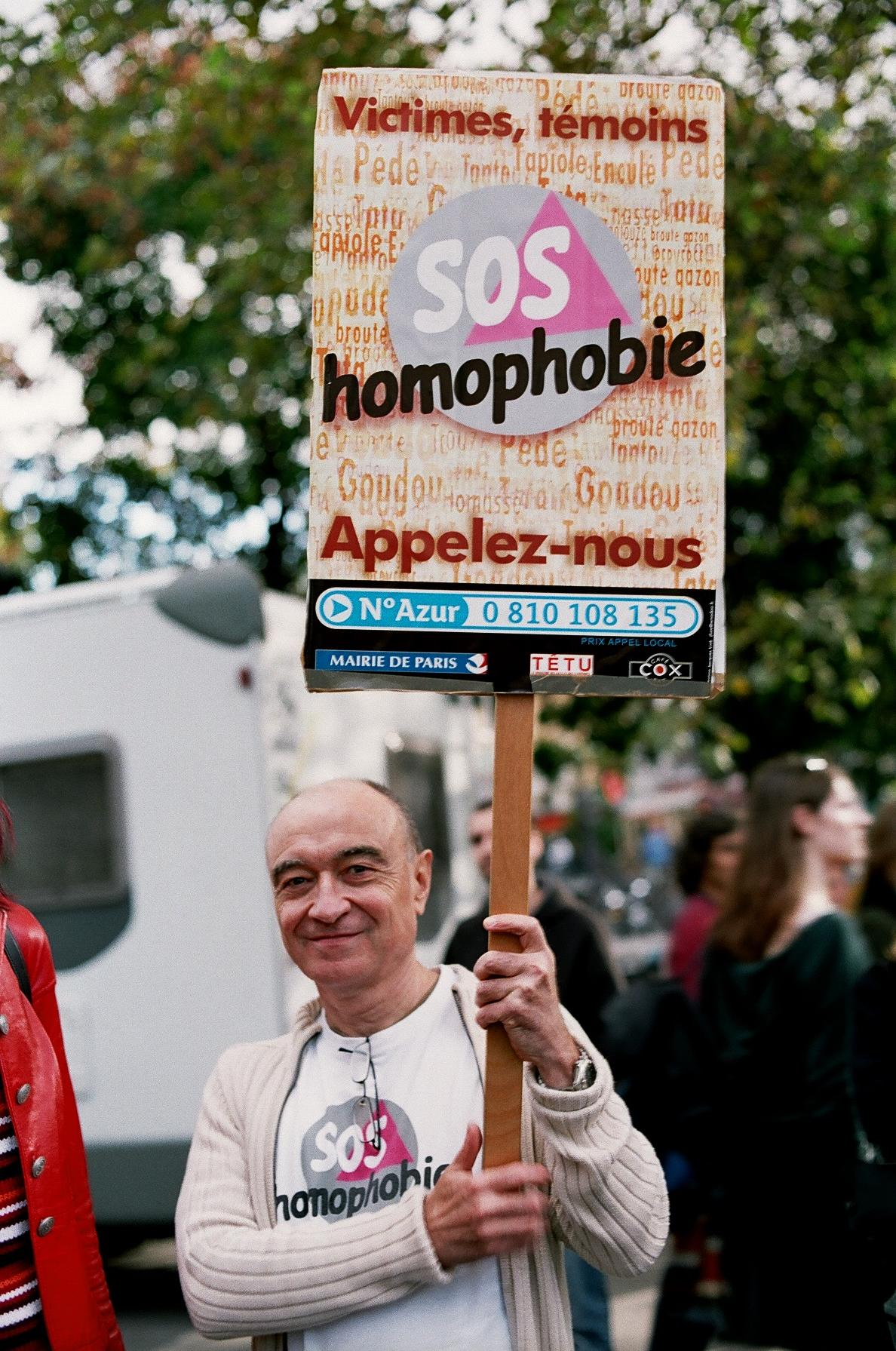
Demonstratie van de Franse lgbt-organisatie SOS Homophobie tegen homofobie in Parijs, 2005

Vanuit de overheid en homobelangenorganisaties als het COC wordt op verschillende manieren geprobeerd homofobie te bestrijden en de sociale acceptatie van homoseksualiteit te bevorderen. Dat laatste wordt aangemerkt als de derde fase van de homo-emancipatie.
Een methode daarvoor is voorlichting op scholen. COC Nederland heeft hiervoor een werkgroep onder de naam Jong&Out en ondersteunt lokale activiteiten op scholen. Vanaf 2012 is, mede op aandrang van het COC, voorlichting over seksuele diversiteit op scholen verplicht.
Daarnaast zijn er twee dagen waarop aandacht wordt gevraagd voor homofobie en solidariteit wordt getoond met homoseksuele mannen, vrouwen, jongens en meisjes:
- Internationale Dag tegen Homofobie en Transfobie, waarop lgbt-organisaties internationaal aandacht vragen voor homofobie en transfobie en die jaarlijks op 17 mei plaatsvindt.
- Paarse Vrijdag, waarop naar Amerikaans voorbeeld solidariteit wordt getoond met lhbt-scholieren en die in Nederland op de tweede vrijdag van december gehouden wordt.

Onderzoek uit 2015 liet zien dat abstracte dialogen over seksuele diversiteit weinig bijdragen aan grotere acceptatie van bijvoorbeeld homoseksuelen. Effectiever blijken concrete voorbeelden uit de eigen kring.

## Lesbofobie
Lesbofobie is een term die specifiek refereert aan homofobie gericht tegen vrouwen. Lesbofobie is de angst voor lesbianisme, met name de angst voor het verschijnsel vrouwelijke homoseksualiteit, de beleefsters hiervan en/of de handelingen en expressievormen die met het voorgaande worden geassocieerd; of de angst om zelf lesbisch te worden; alsmede het gedrag of de houding voortkomend uit deze angst.
De term lesbofobie ontstond om lesbiennes en de vijandigheid tegen hen zichtbaarder te maken. Voorts heeft lesbofobie enkele specifieke kenmerken en oorzaken. Vaak gaat het bijvoorbeeld gepaard met seksisme en machismo.